# Den sista färden
Den sista färden (engelska: Deliverance) är en amerikansk thrillerfilm från 1972, i regi av John Boorman. Filmen bygger på James Dickeys roman Flodfärd (senare utgiven som Den sista färden). I huvudrollerna ses Jon Voight, Burt Reynolds, Ned Beatty och Ronny Cox. Författaren till boken, James Dickey, spelar en sheriff.

## Handling
Naturäventyraren Lewis Medlock tar med sina vänner på en paddlingstur nerför den fiktiva floden Cahulawassee River, strax innan floden skall dämmas upp inför ett kraftverksbygge. I den amerikanska obygden uppe i Appalacherna ställs äventyrspaddlarna inför långt större prövningar än de någonsin kunnat ana. Filmen och boken utspelar sig i de norra delarna av Georgia, delstaten där författaren Dickey föddes.
Filmen är kanske mest känd för ”banjoduellen” med den inavlade pojken Lonnie i filmens inledning, samt scenen där Ned Beattys rollfigur Bobby blir våldtagen av en annan man och uppmanas att skrika som en gris.

## Rollista i urval
- Jon Voight – Ed Gentry
- Burt Reynolds – Lewis Medlock
- Ned Beatty – Bobby Trippe
- Ronny Cox – Drew Ballinger
- James Dickey - Sheriff Bullard
- Ed Ramey – Old Man
- Billy Redden – Lonnie
- Seamon Glass – First Griner
- Randall Deal – Second Griner
- Bill McKinney – Mountain Man
- Herbert ”Cowboy” Coward – Toothless Man
- Lewis Crone – First Deputy
- Ken Keener – Second Deputy